# ژاردینوپولیس (سانتا کاتارینا)
ژاردینوپولیس (به پرتغالی: Jardinópolis) یک منطقهٔ مسکونی در برزیل است که در سانتا کاتارینا واقع شده‌است. ژاردینوپولیس ۱٬۵۴۶ نفر جمعیت دارد.